# Seweryna Duchińska

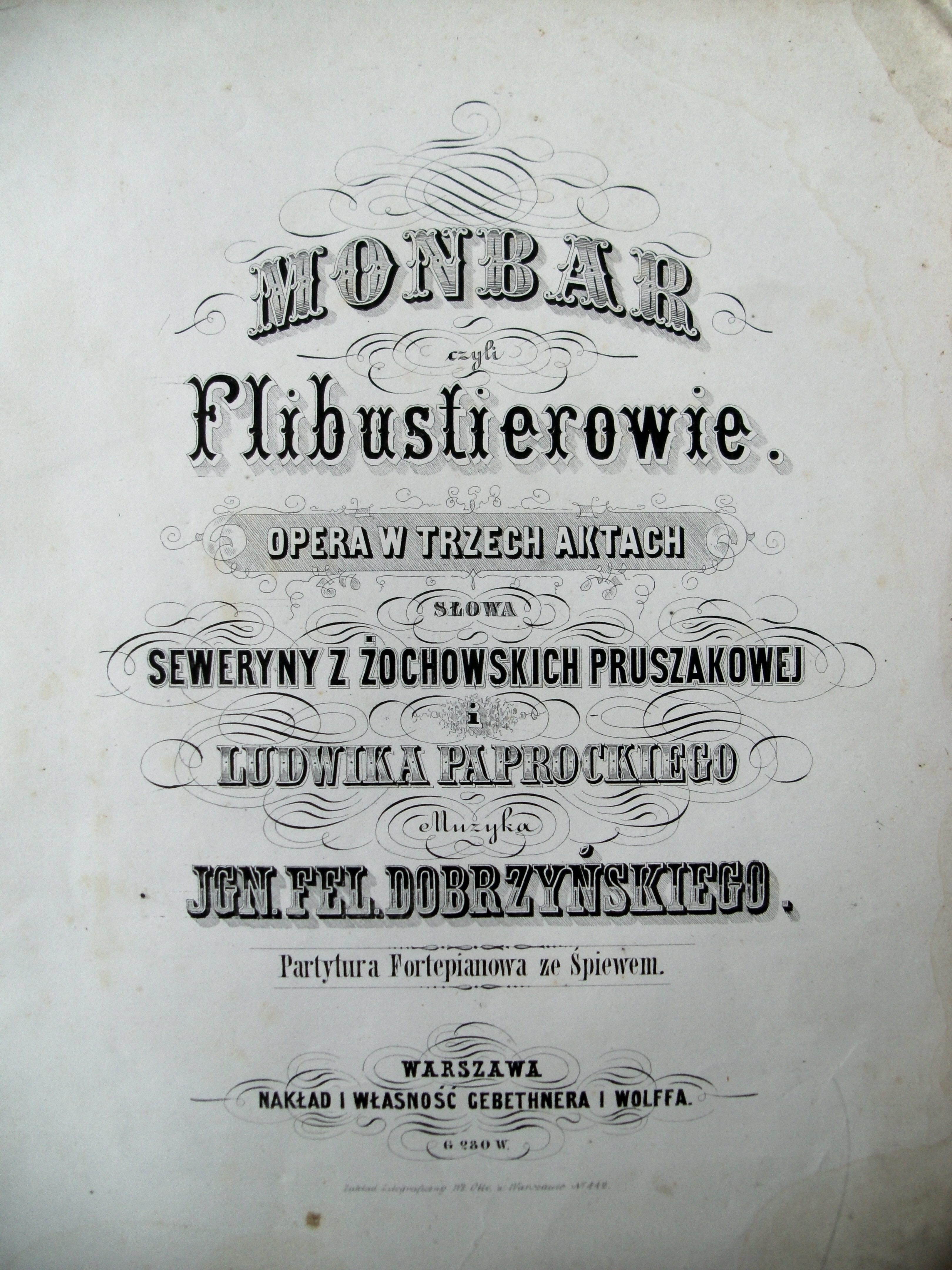
Monbar, czyli Flibustierowie opera do sł. Seweryny z Żochowskich Pruszakowej i L. Paprockiego i muzyki I.F. Dobrzyńskiego – strona tytułowa.

Seweryna Duchińska (ps. Ukrainicz) z domu Żochowska primo voto Pruszakowa (ur. 1816 w Koszajcu k. Sochaczewa, zm. 21 sierpnia 1905 w Paryżu) – polska poetka, publicystka, tłumaczka, członkini honorowa Towarzystwa Muzeum Narodowego Polskiego w Rapperswilu od 1894.

## Życiorys
Była czynną działaczką kulturalną. Od 1847 mieszkała w Warszawie przy ul. Nowy Świat. W latach 1856–1863 wydawała pismo „Rozrywki dla Młodocianego Wieku”, pisała do „Biblioteki Warszawskiej”.
Przed powstaniem styczniowym organizowała działania z pomocą Leontyny Ciszewskiej. „Piątka”, do której należała Duchińska, była naczelną w Warszawie. „Piątki” składały się z kilku kobiet i organizowały wszelką pomoc dla powstańców, ich rodzin i sprawy powstańczej. Mieszkanie Duchnińskiej służyło za miejsce spotkań „piątek”, tu też gromadziła ubrania dla powstańców i buty, tu organizowano narady powstańcze. Od komisarza Rządu Narodowego Marlewskiego odbierała zlecenia. Zbierała ofiary na pomoc rodzicom powstańców, podatki na powstanie. Kwestowała głównie w kościołach, przeważnie u kapucynów przy ul. Miodowej. Zbierała ofiary w naturze od warszawskich handlowców. Przenosiła zaszyfrowane informacje do X Pawilonu Cytadeli Warszawskiej. W 1863 wraz z Leontyną Ciszewską zaplanowała wyjazd za granicę. Powodem były prześladowania ze strony carskich urzędników.
Zamieszkała w Paryżu (jednakże w latach 1870–1876 przebywała poza Francją), gdzie zmarła.

## Twórczość
- 1853 – Powieści naszych czasów
- 1855 – Elżbieta Drużbacka (powieść)
- 1893 – Królowie polscy w obrazach i pieśniach